# Isla de San Antón (Redondela)
La Isla de San Antón (Illa de San Antón en gallego), también llamada de San Antonio, es una isla española de la provincia de Pontevedra situada en la costa del municipio de Redondela, unida a la Isla de San Simón por un puente monumental de tres ojos.
En la isla de San Antón (que apenas mide 1,2 hectáreas) había una leprosería como en la vecina San Simón, pero su lazareto era calificado como lazareto sucio, mientras que el de San Simón era un lazareto limpio, debido a la virulencia de la enfermedad de los enfermos que acogían. El edificio que aún se conserva, junto con otras dependencias, entre los eucaliptos que cubren la isla, sirvió de cárcel desde 1936 hasta 1940 para opositores a la sublevación militar del general Francisco Franco. Más tarde todos los edificios de las dos islas fueron utilizados para sus actividades por la Organización Juvenil Española.